# Georgy Porgy
 Georgy Porgy  — це балада каліфорнійського гурту «Toto». Автором композиції став
Девід Пейч - піаніст та основний автор колективу у той час. Вокальні партії виконав Стів Лукатер (при участі співачки Шеріл Лінн на бек-вокалі).
Пісня досягла #38 сходинки чарту Billboard. Не зважаючи на доволі скромні успіхи синглу, «Georgy Porgy» є однією з найулюбленіших пісень фанів «Toto» і виконується майже на всіх концертах гурту.

## Композиції
Сторона А
1. Georgy Porgy	3:29

Сторона Б
1. Child's Anthem 	2:45